# Sârca, Prahova
Sârca este un sat în comuna Scorțeni din județul Prahova, Muntenia, România. Se află în partea de vest a județului,  în Subcarpații de Curbură.